# Signiphora rectrix
Signiphora rectrix är en stekelart som beskrevs av Girault 1915. Signiphora rectrix ingår i släktet Signiphora och familjen långklubbsteklar. Inga underarter finns listade i Catalogue of Life.